# محبوبة باريشية
محبوبة باريشية (الاسم العلمي:Agapetes parishii) هي نوع من النباتات تتبع جنس المحبوبة من الفصيلة الخلنجية.